# Sankt Aegyd am Neuwalde
Sankt Aegyd am Neuwalde osztrák mezőváros Alsó-Ausztria Lilienfeldi járásában. 2019 januárjában 1862 lakosa volt. 

## Elhelyezkedése

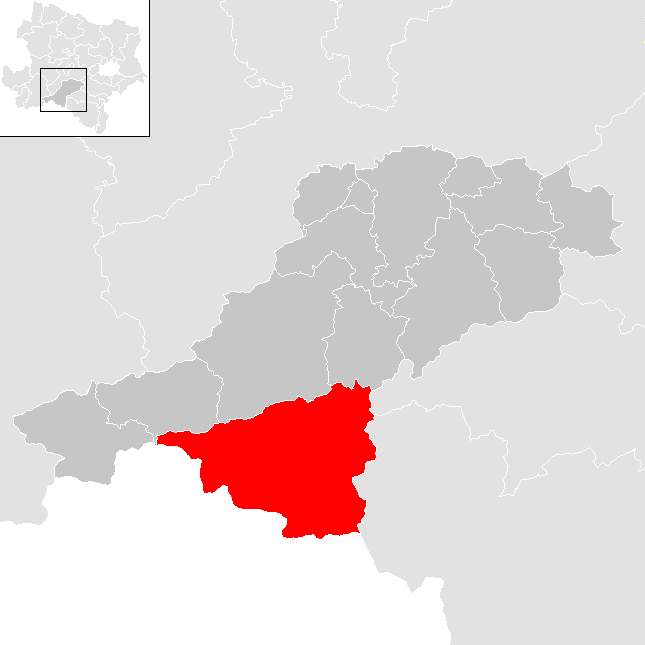
Sankt Aegyd am Neuwalde a Lilienfeldi járásban

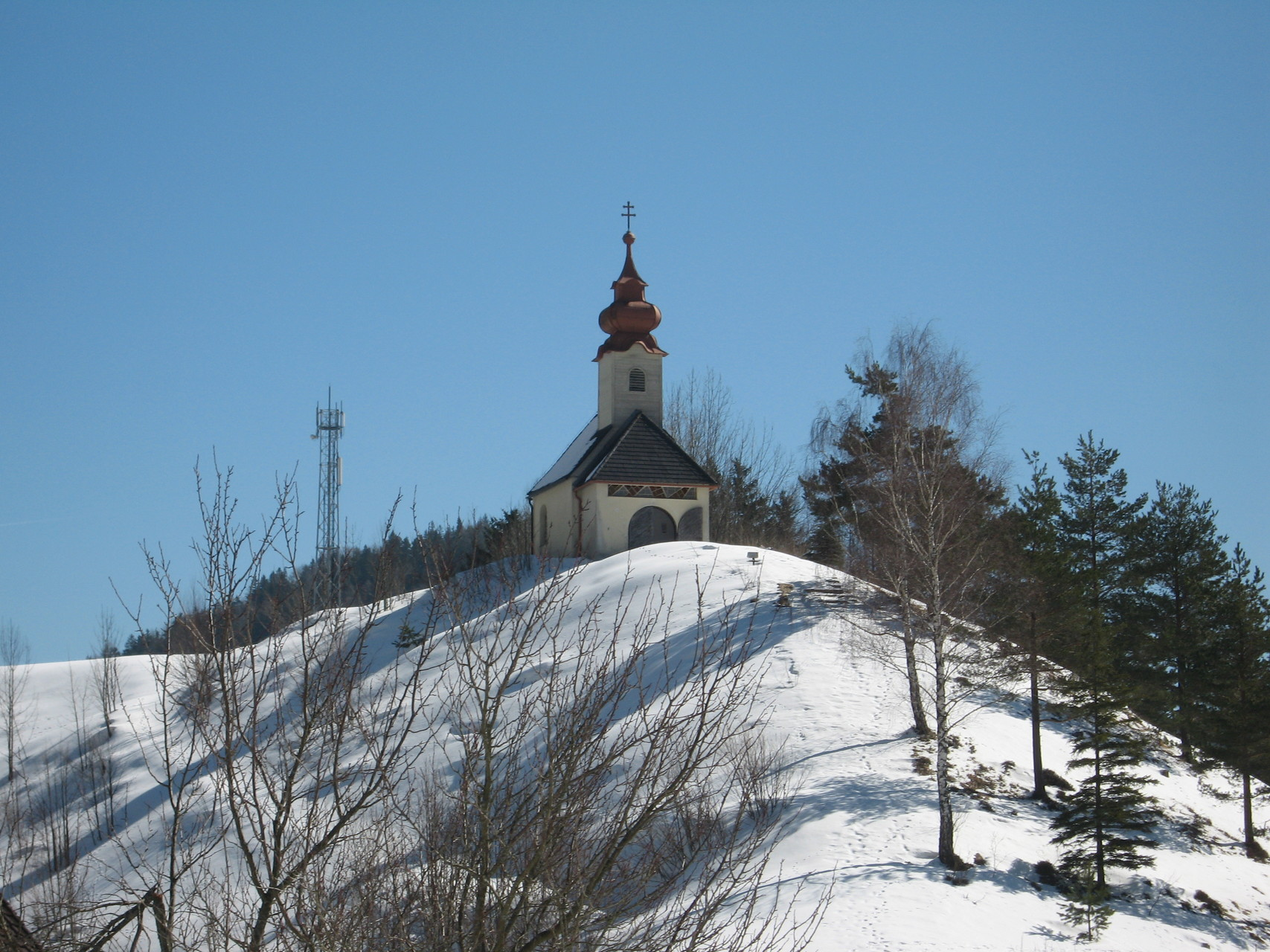
Az Osterkircherl

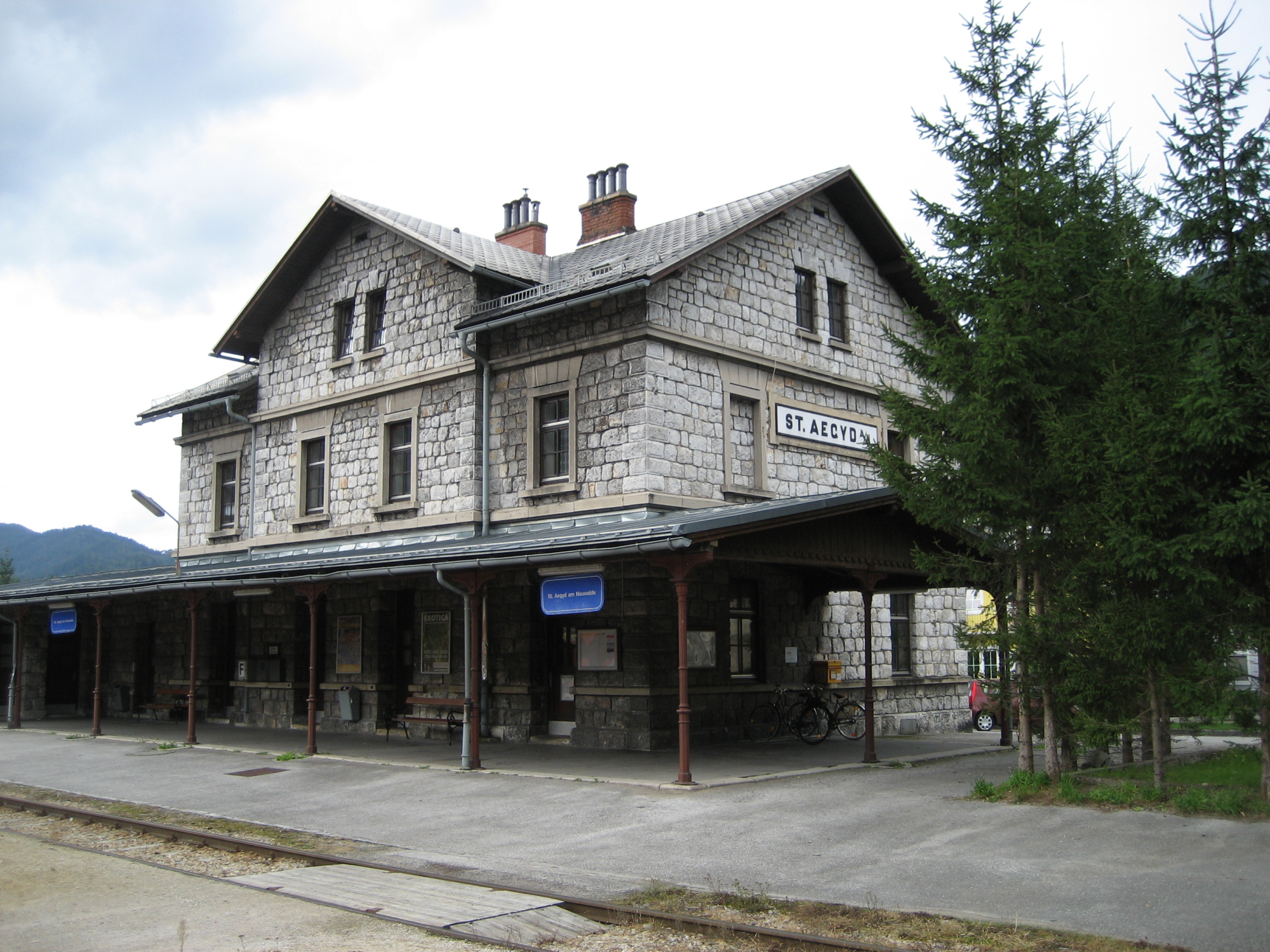
A műemléki védettségű vasútállomás

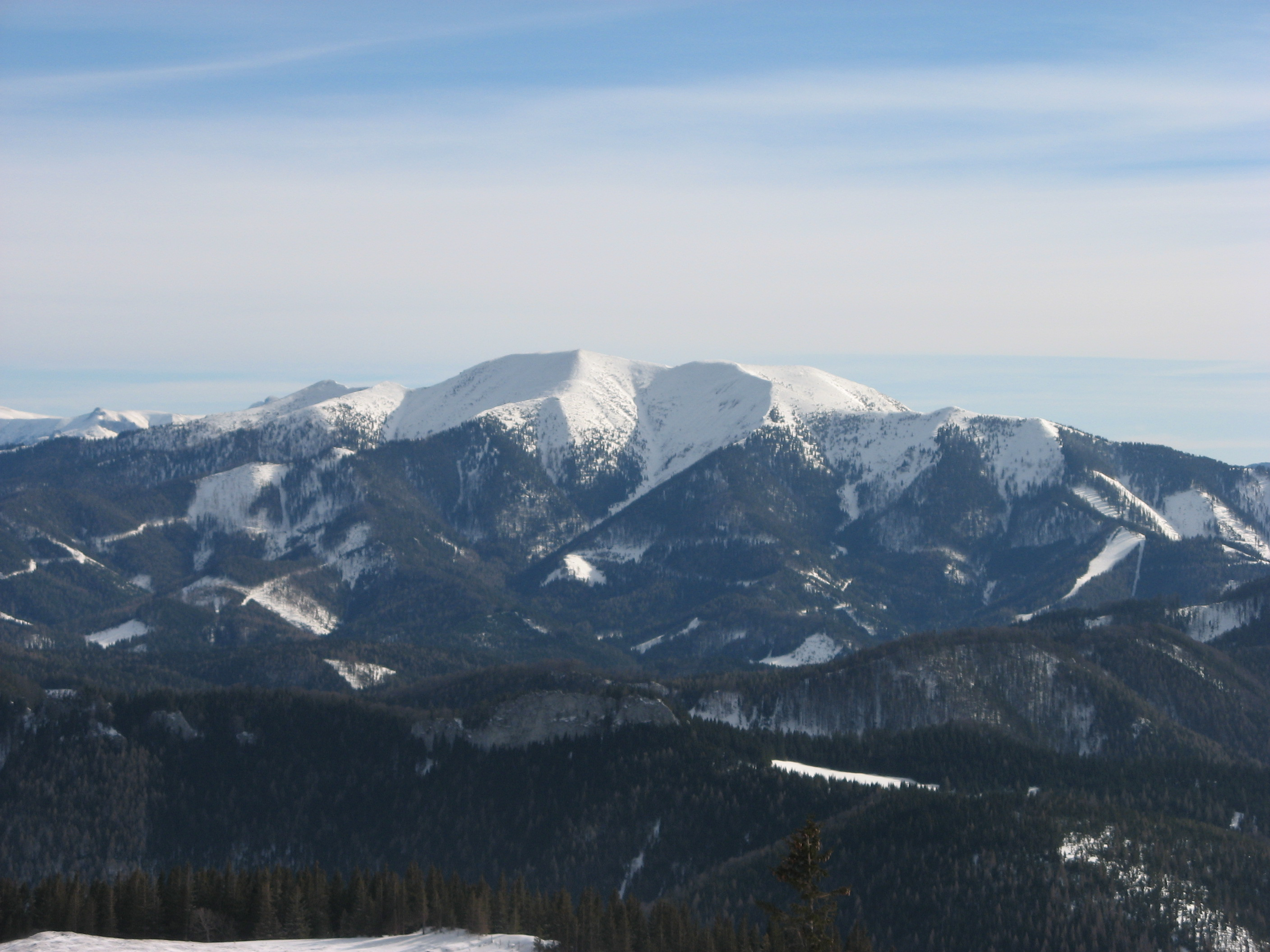
Az 1766 m magas Göller

Sankt Aegyd am Neuwalde a tartomány Mostviertel régiójában fekszik az Unrechttraisen folyó mentén, alapvetően a Türnitzi-Alpok területén, de északkeleti része átnyúlik a Gutensteini-, déli része pedig a Mürzstegi-Alpokra. Délen a Göller-Gippel-gerincen túl eső, Herrschaftsgründe katasztrális községhez tartozó, Stájerországgal határos része gyakorlatilag exklávének tekinthető. Területének 87,6%-a erdő. Az önkormányzat 5 településrészt, illetve falut egyesít: Kernhof (285 lakos 2019-ben), Lahnsattel (65), Mitterbach (165), St. Aegyd am Neuwalde (1322) és Ulreichsberg (25).  
A környező önkormányzatok: északnyugatra Annaberg, északra Türnitz, északkeletre Hohenberg, keletre Rohr im Gebirge, délkeletre Schwarzau im Gebirge, délre Neuberg an der Mürz, délnyugatra Mariazell (utóbbi kettő Stájerországban).  

## Története
A Szt. Egyednek szentelt templom a 13. században épült. A település 1325-ben vált önálló egyházközséggé, 1444-ben pedig mezővárosi jogokat kapott. A déli hegyeken elterülő erdők (Herrschaftsgründe) hercegi vadászterületnek számították, másoknak tilos volt ott vadászniuk. Hozzá tartozott a Hochreith vadészkastély (a mai Rohr im Gebirge területén).
A 18-19. század gazdasági fellendülést hozott magával, amikor a vasipar és a fakitermelés számos új munkahelyet teremtett és sok munkás költözött a Traisen felső folyásához. Többek között a Salzkammergutból érkezett egy evangélikus vallást követő csoport, amelyet Lahnsattelben és Ulreichsbergben telepítettek le. A protestánsok aránya a mezővárosban ma is meghaladja az országos átlagot. A 19. század közepén alapított St. Aegyd-i acélüzemet 1918-ban motorgyárrá alakították át. A települést 1878-ban kötötték be az országos vasúti hálózatba. 
A második világháború alatt 1944 novemberétől 1945 áprilisáig működött itt a mauthauseni koncentrációs tábor egyik altábora, ahol mintegy 300 fogoly a motorgyárban dolgozott és utat épített. A mezővárosba telepítették a Waffen-SS autószerelői iskoláját is. 
Ma St. Aegyd elsősorban az idegenforgalomból él, amelynek régi hagyományai vannak, tekintve hogy már a középkorban erre haladt át a Mariazellbe vezető egyik zarándokút. 

## Lakosság
A Sankt Aegyd am Neuwalde-i önkormányzat területén 2019 januárjában 1862 fő élt. A lakosságszám a csúcspontját 1951-ben érte el 3255 fővel, azóta folyamatos csökkenés tapasztalható. 2017-ben a helybeliek 94,4%-a volt osztrák állampolgár; a külföldiek közül 1,3% a régi (2004 előtti), 2% az új EU-tagállamokból érkezett. 0,2% a volt Jugoszlávia (Szlovénia és Horvátország nélkül) vagy Törökország, 2,1% egyéb országok polgára volt. 2001-ben a lakosok 70,4%-a római katolikusnak, 12,4% evangélikusnak, 2,8% mohamedánnak, 12,9% pedig felekezeten kívülinek vallotta magát. Ugyanekkor a legnagyobb nemzetiségi csoportot a németek (95,3%) mellett a törökök alkották 1%-kal. 
A népesség változása:

| 2016 | 1 954 |
| 2018 | 1 901 |

## Látnivalók
- a katolikus Szt. Egyed-plébániatemplom
- az evangélikus templom
- az Osterkircherl kápolna
- a kernhofi Teveszínház állatpark

## Fordítás
- Ez a szócikk részben vagy egészben  a   Sankt Aegyd am Neuwalde című német Wikipédia-szócikk ezen változatának fordításán alapul.  Az eredeti cikk szerkesztőit annak laptörténete sorolja fel. Ez a jelzés csupán a megfogalmazás eredetét és a szerzői jogokat jelzi, nem szolgál a cikkben szereplő információk forrásmegjelöléseként.